# Огороднік Олександр Володимирович
Олекса́ндр Володи́мирович Огоро́днік (7 вересня 1947, село Сірнички Локачинського району Волинської області — 27 жовтня 2020, Торчин) — український диригент, композитор. Заслужений працівник культури УРСР (1973). Народний артист України (1993).

## Біографія
Олександр Володимирович Огородник народився 7 вересня 1947 року в селі Сірнички Локачинського району Волинської області. Помер 27 жовтня 2020 року. Мати Христина Миколаївна та батько Володимир Тимофійович мали гарні голоси. Мати співала у церковному хорі, батько співав і грав у духовому оркестрі. Гарні голоси мають і сестри Олександра Огородника — Лариса та Валентина.
Закінчив вісім класів Затурцівської школи, до якої щодня ходив із Сірничків шість кілометрів. Оскільки Олександр і співав, і грав, то його, 15-річного, призначили у своєму селі завідувати клубом. Уже як завідувача клубу запросили до участі в Торчинському чоловічому хорі.
1971 року закінчив Луцьке культосвітнє училище.
Від 1965 року працює в заслуженому народному ансамблі пісні й танцю «Колос» (смт Торчин Волинської області). Був баяністом. Від 1989 року — художній керівник та хормейстер. Крім того, директор Торчинського будинку культури.

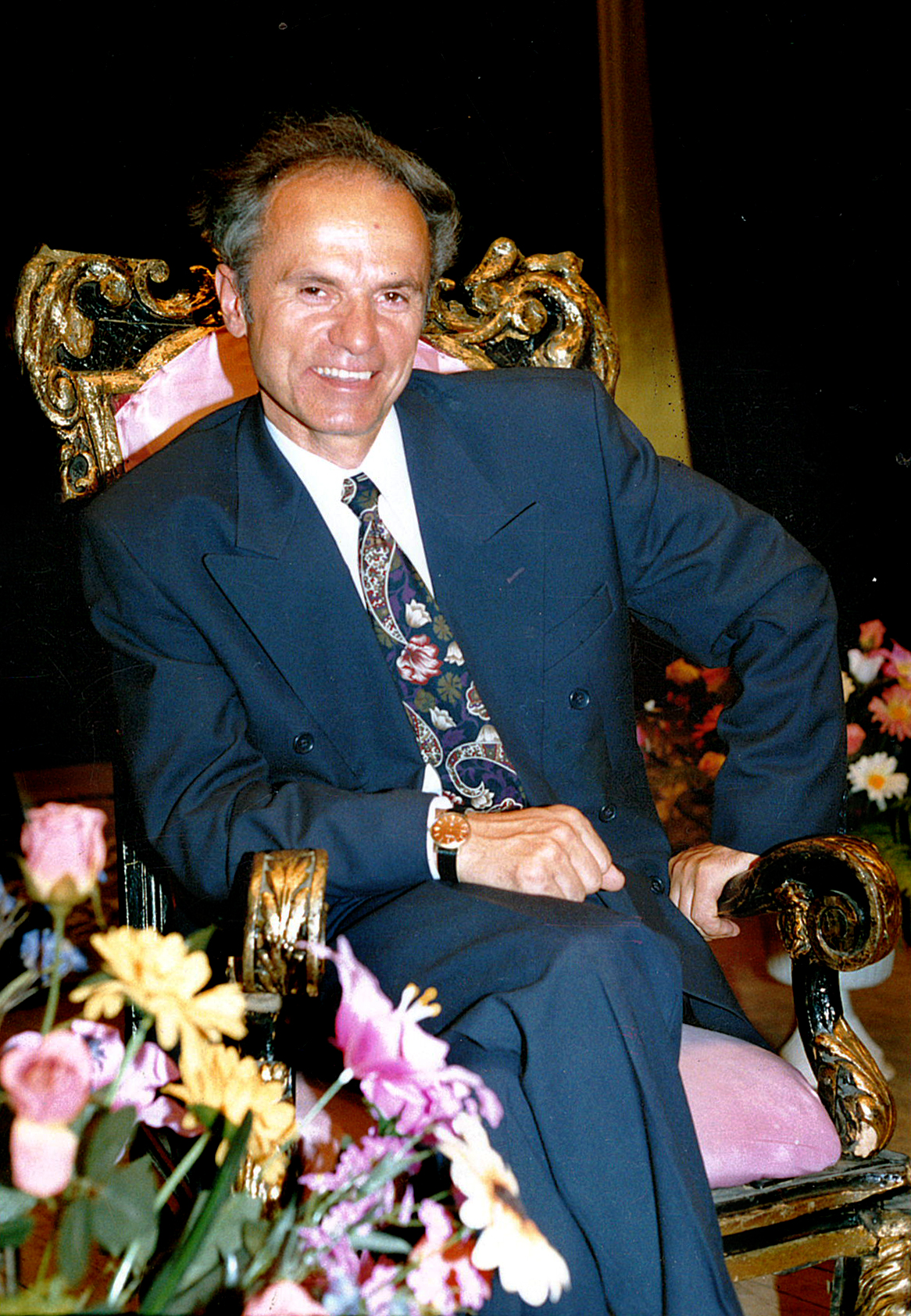
Огороднік Олександр Володимирович

Дружина Ніна спершу танцювала, а потім і до сьогодні співає в ансамблі «Колос».
Донька Наталія танцювала в ансамблі та була студенткою Волинського університету імені Лесі Українки. У поїздках «Колоса» була незмінним перекладачем. Нині живе та працює в Києві і лише час від часу буває в Торчині.
Нагороджений орденом «За заслуги» I ступеня (2017).

## Творчість
- Співпостановник вокально-хореографічних композицій:
  - «Волинське весілля»,
  - «Вечори на Волині»,
  - «Червона калина».
- Автор пісень:
  - «Україна» (на вірш Петра Перебейніса),
  - «Спогад про зустріч» (вірш Святослава Бородуліна).
- Обробки українських народних пісень.

1991 року вийшла перша пісенна збірка Огородника «Материнська пісня». Пише музику на слова різних авторів — як волинських поетів, так й українських. Останніми роками постійно співпрацював з волинським поетом Василем Геєм. 2004 року вийшла їхня спільна збірка «І піснею хата багата».

## Нагороди
- Почесне звання «Заслужений працівник культури України» (1973)
- Почесне звання «Народний артист України» (1993)
- Орден «За заслуги» ІІІ ступеня (2001)
- Орден «За заслуги» ІІ ступеня (2010)
- Орден «За заслуги» І ступеня (2017)